# San Francesco d'Assisi a Ponte Sisto
San Francesco d'Assisi a Ponte Sisto, även benämnd San Francesco dei Mendicanti, var en kyrkobyggnad i Rom, helgad åt den helige Franciskus av Assisi. Kyrkan var belägen vid dagens Lungotevere dei Vallati vid Ponte Sisto i Rione Regola. Kyrkan revs år 1879 för att möjliggöra uppförandet av Tiberkajerna (muraglioni). 

## Kyrkans historia
År 1586 lät påve Sixtus V uppföra Ospizio dei Mendicanti, ett härbärge för luffare och tiggare vid Ponte Sisto. Samtidigt byggdes en kyrka, helgad åt den helige Franciskus av Assisi. Kyrkan projekterades av Domenico Fontana, men uppfördes under ledning av Giacomo Mola.
Under 1700-talet överläts kyrkan och en del av härbärget åt Congregazione dei Cento Preti, vilken inredde det senare till ett sjukhus för sina präster. År 1841 omvandlade Malteserorden komplexet till ett militärsjukhus, där bland andra Vincenzo Pallotti kom att verka.
Byggnadskomplexet med kyrkan revs år 1879 vid uppförandet av Lungotevere dei Vallati. Det ståtliga innertaket med Sixtus V:s vapen installerades senare i kyrkan Santa Caterina della Rota.

## Kyrkans exteriör och interiör
Kyrkans portal kröntes av ett segmentbågeformat pediment med ett kors. Kyrkan hade en rektangulär grundplan utan absid. Högaltaret hade en målning av Gaspare Celio föreställande Den helige Franciskus av Assisi stigmatisering. Det vänstra sidoaltaret var invigt åt Jungfru Maria och hade målningen Vergine del Rosario av Terenzio d'Urbino. Det högra sidoaltaret var invigt år Johannes Döparen, som är Malteserordens skyddspatron. Interiören hyste även en målning som avbildade påve Sixtus V som välgörenhetsinstitutionens grundare.

## Bilder
| - Kyrkans innertak, numera i Santa Caterina della Rota. - Ospizio dei Mendicanti på en gravyr av Giuseppe Vasi. - San Francesco d'Assisi a Ponte Sisto (nummer 731) på Giovanni Battista Nollis karta över Rom från år 1748. Övriga avbildade kyrkobyggnader: 726) Santissima Trinità dei Pellegrini, 727) Oratorio della Santissima Trinità dei Pellegrini och 730) San Salvatore in Onda. |